# Antiguraleus costatus
Antiguraleus costatus é uma espécie de gastrópode do gênero Antiguraleus, pertencente a família Mangeliidae.